# Prezident Ruska
Prezident Ruské federace (rusky Президент Российской Федерации, Prěziděnt Rossijskoj fěděracii) je hlavou a nejvyšším státním představitelem Ruské federace. Ruský prezident není členem ruské vlády, ale i tak je poměrně vlivným prvkem politického systému z hlediska svěřených pravomocí. Je mu svěřena řada kompetencí výkonné moci, určuje základní směřování vnitřní i zahraniční politiky Ruské federace a řídí zahraniční politiku. Prezident provádí mimo jiné i významnou koordinační funkci v ústavním systému (na úrovni vztahů federálních orgánů, vztahů mezi federálními orgány a orgány jednotlivých subjektů Federace), má právo rozpustit parlament (Státní dumu). Prezident je také ochráncem Ústavy Ruské federace, garantem lidských a občanských práv a nejvyšším velitelem ozbrojených sil.
Prezident Ruské federace je volen v přímé volbě všemi občany státu na šestileté funkční období. Stejná osoba může post prezidenta zastávat maximálně dvě funkční období po sobě. Změny ruské ústavy z roku 2020 stanovily, že funkční období prezidentů z doby před změnou ústavy (tj. funkční období Vladimira Putina a Dmitriho Medveděva) se pro tyto účely nepočítají. Z tohoto důvodu Vladimir Putin může ve volbách v roce 2024 na prezidenta kandidovat znovu.
Současným prezidentem Ruské federace je Vladimir Putin, který byl zvolen v prezidentských volbách v roce 2018.

## Historie

### Sovětské období
Funkce prezidenta jako hlavy státu není na území Ruské federace tradiční funkcí. Poprvé zde byla zavedena až v roce 1991. Na základě celostátního referenda ze 17. března 1991 byla v ústavním systému Svazu sovětských socialistických republik stanovená funkce prezidenta, jako nejvyššího představitele RSFSR a SSSR ( Pro hlasovalo 69,85% zúčastněných voličů). Prezident měl být volen celonárodním hlasováním občanů státu na pětileté funkční období.
Zákon RSFSR "o prezidentovi RSFSR" byl přijat Nejvyšším sovětem 24. dubna 1991. V tomto zákoně byla upravena činnost a pravomoci prezidenta. Druhým souvisejícím zákonům byl Zákon RSFSR "o volbách prezidenta RSFSR", ve kterém byl určen proces volby prezidenta. Rovněž bylo třeba změnit a doplnit i několik ustanovení Ústavy RSFSR z roku 1978.
První volby prezidenta RSFSR proběhly 12. června 1991 a jejich vítězem se stal Boris Jelcin. Po úspěšných volbách bylo třeba přijmout speciální zákon, který by upravoval způsob nastoupení zvoleného prezidenta do úřadu. Zákon byl přijat 27. června 1991. Brzy se však ukázalo, že změny v platné legislativě nebyly dostatečné k tomu, aby mohl prezident působit jako plnohodnotná složka ústavního systému. Určování vnitřní i zahraniční politiky RSFSR bylo výhradně v rukou Sjezdu lidových poslanců RSFSR, neboť do té doby neexistovala žádná dělba moci. Prezident tak byl závislým od zákonodárné moci, která na republikové úrovni byla tvořena třemi subjekty – sjezd lidových poslanců, Nejvyšším sovětem a prezidiem Nejvyššího sovětu.

### Nová ústava a rozšíření prezidentských pravomocí
Konflikty a boj o moc mezi prezidentem a orgány zákonodárné moci vyústily do ústavní krize v letech 1992–1993. Na podzim 1993 Jelcin rozpustil obě komory parlamentu (Sjezd lidových poslanců i Nejvyšší sovět) a vyhlásil nové parlamentní volby a referendum o nové ústavě.
12. prosince 1993 byla díky úspěšnému referendu přijata nová Ústava Ruské federace, která vstoupila v platnost 25. prosince 1993. Podle ní se oficiální hlavou státu stal prezident Ruské federace. Ten měl nebývalé, široce koncipované pravomoci na úkor parlamentu. Prezident byl oprávněn jmenovat premiéra, vydávat dekrety (výnosy) bez schválení Federálního shromáždění, vetovat usnesení Federálního shromáždění a případně jej rozpustit. Byl zachován způsob volby prezidenta celostátním hlasováním všech občanů, ale funkční období bylo zkráceno na 4 roky.
K prodloužení funkčního období na současných šest let došlo úpravou v roce 2008, přičemž toto ustanovení vstoupilo v platnost od prezidentských voleb v roce 2012.

## Právní status
Prezident Ruské federace je v současnosti (r. 2012) jedinou ústavní funkcí, která je vybírána všeobecným hlasováním občanů Ruské federace.
Dnešní právní status prezidenta je zakotven ve čtvrté hlavě Ústavy Ruské federace.
Kromě pravomocí hlavy státu má prezident právo vést zasedání Vlády Ruské federace, může dávat vládě příkazy, stojí na čele několika federálních orgánů výkonné moci. Díky pravomocím v oblasti zákonodárné moci prezident vydává výnosy, které se stávají součástí legislativy. Vláda je povinna zajistit vykonatelnost výnosů prezidenta vydáním zvláštních rozhodnutí a nařízení.
Na rozdíl např. od Francie, kde politiku státu určuje a realizuje vláda a prezident téměř vždy vede její zasedání, nebo Slovenska, kde prezident plní spíše reprezentativní funkce a jednání vlády se většinou neúčastní, prezident Ruské federace ve smyslu Ústavy samostatně, nezávisle od vlády " určuje základní směřování vnitřní i zahraniční politiky státu "a" řídí zahraniční politiku ". Vláda následně prostřednictvím výkonné moci definuje operativní cíle a směřování vnitřní politiky a realizuje politiku určenou prezidentem v jeho výnosech.
Výnosy a nařízení prezidenta, stejně jako rozhodnutí a nařízení vlády, jsou závazné pro celé území Ruské federace. V případě, že právní akty vlády jsou v rozporu s ústavou, zákony Ruské federace nebo výnosy prezidenta Ruské federace, mohou být prezidentem zrušeny. Prezident, stejně jako vláda, má právo zákonodárné iniciativy.
Prezidentovi Ruské federace Ústava v článku 91 přiznává imunitu. Imunita spočívá v tom, že proti prezidentovi nelze zahájit trestní stíhání či správní řízení, vynutit si jeho účast na soudním jednání jako svědka, podrobovat jej jakýmkoli formám nátlaku, nemůže být zadržen, vyslýchán či podroben prohlídce. Jakékoliv omezení jeho svobody a činnosti, pokud není z funkce odvolán Státní dumou, je protiústavní.
Článek 93 Ústavy definuje postup odvolání prezidenta z funkce "na základě Státní dumou vzneseného obvinění z vlastizrady či jiného zvlášť závažného trestného činu ...", přičemž se vyžaduje účast dvou větví státní moci: zákonodárné a soudní.
V souladu s článkem 7 federálního zákona "o státní ochraně", na rozdíl od ostatních osob, které vykonávají státní funkce a kterým se poskytuje státní ochrana, "prezident Ruské federace během svého funkčního období nemůže odmítnout státní ochranu ". Státní ochraně kromě osoby prezidenta podléhají i členové prezidentovy rodiny. Státní ochrana náleží prezidentovi i po skončení jeho funkčního období, a to doživotně.

### Funkční období prezidenta Ruské federace
První prezident Ruské federace byl zvolen v celonárodních volbách v roce 1991 s funkčním obdobím 5 let. V roce 1993 bylo funkční období prezidenta v Ústavu Ruské federace změněno na 4 roky (což se však nedotklo úřadujícího prezidenta Borise Jelcina, který svůj úřad zastával do roku 1996). Ve smyslu novely Ústavy, která vstoupila v platnost 31. prosince 2008, došlo k prodloužení funkčního období na 6 let. Tato změna se poprvé týkala vítěze prezidentských voleb v roce 2012.
Stále platí, že stejná osoba může funkci prezidenta Ruské federace zastávat maximálně dvě funkční období bezprostředně po sobě. Po schválení ústavních změn v referendu v roce 2020 se toto omezení netýká Vladimira Putina, protože jeden ze schválených dodatků ústavy anuluje prezidentská období z doby před schválením ústavních změn. Putin tak může kandidovat ve volbách v roce 2024 i 2030, a zůstat tak ruským prezidentem až do roku 2036.

### Pravomoci prezidenta Ruské federace
Pravomoci prezidenta vycházejí ze čtvrté kapitoly Ústavy Ruské federace. Podle ní má prezident právo:
- Jmenovat (se souhlasem Státní dumy), předsedy vlády Ruské federace;
- Vést jednání vlády Ruské federace;
- Rozhodnout o odvolání vlády Ruské federace;
- Předložit Státní dumě kandidátů na předsedu centrální banky, a také dát Státní dumě návrh na jeho odvolání;
- (Na návrh předsedy vlády) jmenovat a odvolávat zástupců předsedy vlády a federálních ministrů;
- Navrhovat Radě Federace kandidáty na soudce Ústavního soudu Ruské federace, Nejvyššího soudu Ruské federace a kandidáta na funkci generálního prokurátora; předkládat Radě Federace návrh na odvolání generálního prokurátora; jmenovat soudce dalších federálních soudů;
- Formovat a vést Radu bezpečnosti Ruské federace;
- Schvalovat vojenskou doktrínu Ruské federace;
- Formovat administraci prezidenta Ruské federace;
- Jmenovat a odvolat zmocněnce prezidenta Ruské federace;
- Jmenovat a odvolat vrchní velení ozbrojených sil Ruské federace;
- Jmenovat a odvolat diplomatických představitelů Ruské federace v cizích státech a v mezinárodních organizacích po konzultaci s příslušnými výbory komor Federálního shromáždění Ruské federace;
- Vyhlásit volby do Státní dumy v souladu s Ústavou a federálním zákonem;
- Rozpustit Státní dumu (v případech a postupem stanoveným v Ústavě);
- Vyhlásit referendum (v souladu s federálním ústavním zákonem);
- Předkládat návrhy zákonů Státní dumě;
- Podepisovat a vyhlásit federální zákony do čtrnácti dnů od okamžiku jejich doručení. Pokud prezident během této lhůty zákon odmítne, Státní duma a Rada Federace znovu projednají tento zákon postupem stanoveným v Ústavě. (Pokud při opakovaném projednání bude zákon schválen v původním znění dvoutřetinovou většinou hlasů členů Rady federace a poslanců Státní dumy, musí být prezidentem do 7 dnů podepsaný a vyhlášen.);Výnos prezidenta Ruské federace D. Medveděva z 20.04.2010 o jmenování velvyslance Ruské federace v Slovenské republice

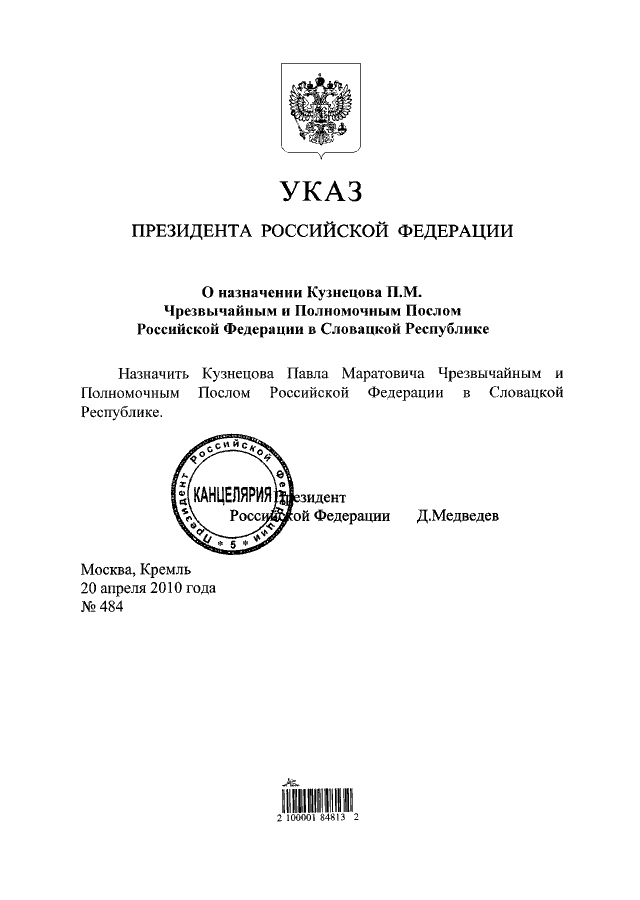
Výnos prezidenta Ruské federace D. Medveděva z 20.04.2010 o jmenování velvyslance Ruské federace v Slovenské republice

- Přednést každoročně ve Federálním shromáždění zprávu o stavu země, o základním směřování vnitřní a vnější politiky státu[12][13];
- Organizovat postupy a opatření k řešení sporů, které mohou vzniknout mezi orgány státní moci na federální úrovni a orgány státní moci na úrovni jednotlivých subjektů Federace, a také mezi orgány státní moci v rámci subjektu Federace. V případě nedosažení konsensu může prezident posunout řešení sporu na odpovídající soudní orgán;
- Zasahovat do činnosti orgánů výkonné moci subjektů Federace;
- Rušit usnesení a nařízení vlády Ruské federace;
- Řídit zahraniční politiku Ruské federace;
- Vést jednání a podepisovat mezinárodní dohody jménem Ruské federace;
- Podepisovat ratifikační listiny;
- Přijímat pověřovací a odvolací listiny akreditovaných diplomatických představitelů;
- V případě agrese vůči Ruské federaci nebo v případě bezprostřední hrozby agrese vyhlašuje na území Ruské federace nebo v některých jejích oblastech válečný stav, přičemž je povinen o tom neprodleně informovat Radu Federace a Státní dumu;
- Rozhodovat o otázkách udělení občanství Ruské federace a poskytnutí politického azylu;
- Udělovat státní vyznamenání Ruské federace, udělovat čestné tituly Ruské federace, nejvyšší vojenské a jiné speciální tituly;
- Udělit milost.

Aby vykonal své pravomoci prezident Ruské federace smí vydat tzv. výnosy a nařízení, které jsou právně závaznými a vykonatelnými na celém území Ruské federace a mají sílu zákona. Tyto právní akty prezidenta nesmí být v rozporu s Ústavou Ruské federace a federálními zákony.

### Podřízené orgány
Výnos prezidenta Ruské federace z 12. května 2008 přesně určuje federální orgány výkonné moci, federální služby a agentury, jejichž činnost přímo řídí prezident:
- Ministerstvo vnitra Ruské federace (rusky Министерство внутренних дел Российской Федерации)
  - Federální migrační služba (rusky Федеральная миграционная служба)
- Ministerstvo pro civilní obranu, mimořádné situace a odstraňování následků živelných katastrof Ruské federace (rusky Министерство Российской Федерации по делам гражданской обороны, чрезвычайным ситуациям и ликвидации последствий стихийных бедствий (МЧС России))
- Ministerstvo zahraničních věcí Ruské federace (rusky Министерство иностранных дел Российской Федерации)
  - Federální agentura pro Společenství nezávislých států, krajany žijící v zahraničí a pro mezinárodní humanitární spolupráci (rusky Федеральное агентство по делам Содружества Независимых Государств, соотечественников, проживающих за рубежом, и по международному гуманитарному сотрудничеству)
- Ministerstvo obrany Ruské federace (rusky Министерство обороны Российской Федерации)
  - Federální služba pro vojensko-technickou spolupráci (rusky Федеральная служба по военно-техническому сотрудничеству)
  - Federální služba pro technickou a portál kontrolu (rusky Федеральная служба по техническому и экспортному контролю)
  - Federální služba pro obranné zakázky (rusky Федеральная служба по оборонному заказу)
  - Federální agentura speciální výstavby (rusky Федеральное агентство специального строительства)
  - Federální agentura pro dodávky výzbroje, vojenské a speciální techniky a materiálních prostředků (rusky Федеральное агентство по поставкам вооружения, военной, специальной техники и материальных средств)
- Ministerstvo spravedlnosti Ruské federace (rusky Министерство юстиции Российской Федерации)
  - Federální služba pro výkon trestů (rusky Федеральная служба исполнения наказаний)
  - Federální služba soudních vykonavatelů (rusky Федеральная служба судебных приставов)
- Státní kurýrní služba Ruské federace (rusky Государственная фельдъегерская служба Российской Федерации)
- Služba zahraniční rozvědky Ruské federace (rusky Служба внешней разведки Российской Федерации)
- Federální bezpečnostní služba Ruské federace (rusky Федеральная служба безопасности Российской Федерации)
  - Národní protiteroristický výbor (rusky Национальный антитеррористический комитет)
- Federální služba Ruské federace pro kontrolu pohybu narkotik (rusky Федеральная служба Российской Федерации по контролю за оборотом наркотиков)
- Federální služba Ruské federace pro ochranu státních zástupců (rusky Федеральная служба охраны Российской Федерации)
- Hlavní velení speciálních programů prezidenta Ruské federace (rusky Главное управление специальных программ Президента Российской Федерации)
- Správa záležitostí prezidenta Ruské federace (rusky Управление делами Президента Российской Федерации)
- Federální agentura státních rezerv (rusky Федеральное агентство по государственным резервам (Росрезерв))
- Národní garda Ruské federace (rusky Росгвардия – Rosgvardija)
- Každodenní činnost prezidenta zajišťuje Administrativa prezidenta Ruské federace (rusky Администрация Президента Российской Федерации). V rámci prezidentské administrativy funguje několik různých komisí a rad. Činnost dalších federálních orgánů výkonné moci řídí vláda Ruské federace.

## Volba prezidenta Ruské federace

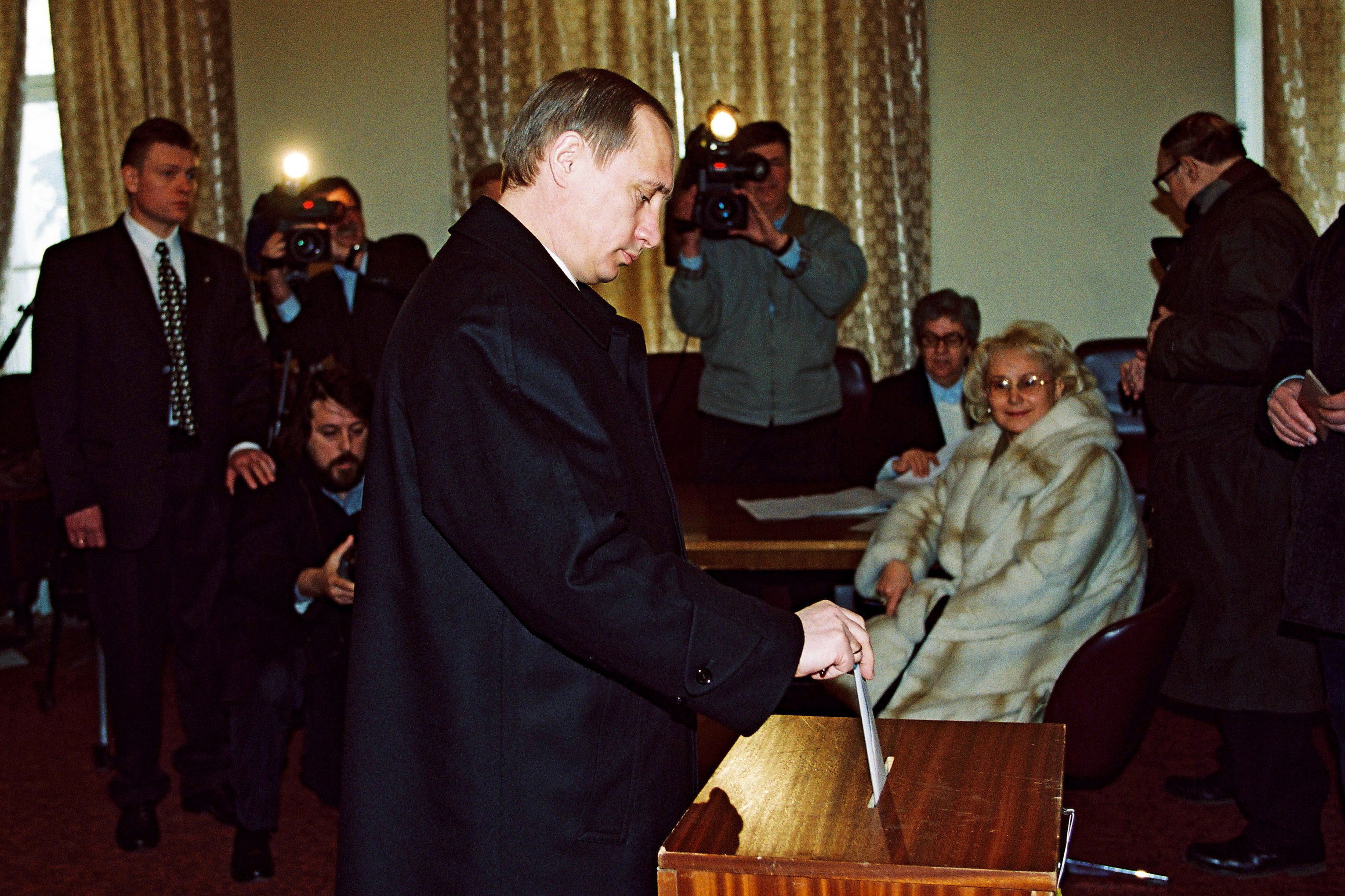
V. Putin volí prezidenta v březnu 2000

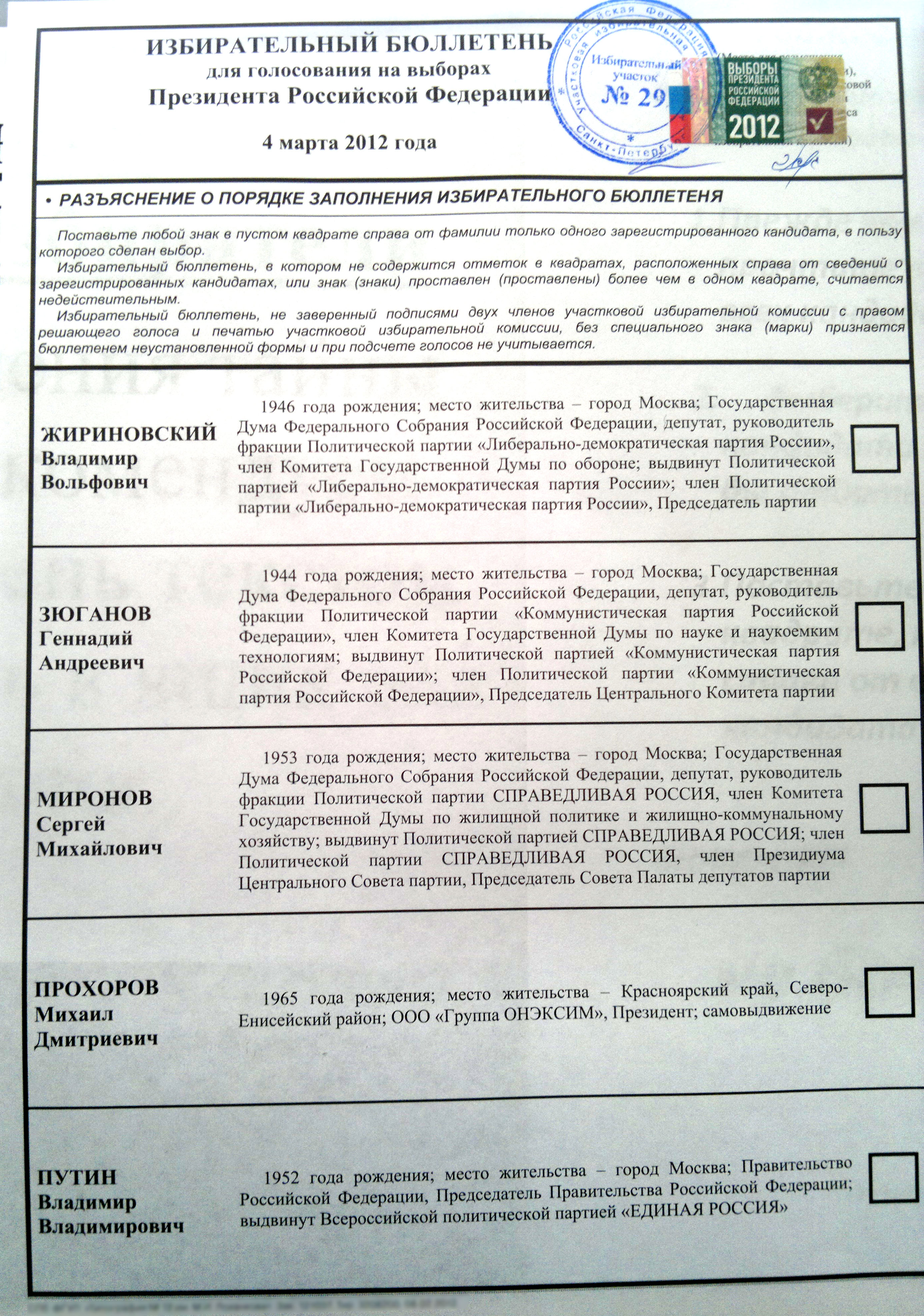
Volební lístek z prezidentských voleb v r. 2012

V prezidentských volbách se již od roku 1991 využívá volební systém absolutní většiny. Na zvolení prezidenta v prvním kole voleb je nezbytné, aby za kandidáta hlasovala většina voličů. Zároveň se musí voleb zúčastnit nadpoloviční většina registrovaných voličů, jinak jsou volby neplatné. Pokud žádný z kandidátů nezíská ve volbách nadpoloviční většinu, dva nejúspěšnější kandidáti postupují do druhého kola, ze kterého vzejde vítěz s vyšším počtem hlasů.
Volby prezidenta Ruské federace upravuje Ústava Ruské federace, federální zákon "o základních garancích volebních práv a práva na účast v referendu občanů Ruské federace" a federální zákon "o volbách prezidenta Ruské federace". Zákon týkající se voleb prezidenta se novelizuje prakticky před konáním každých prezidentských voleb. Volební legislativa se neustále vyvíjí, ale základní prvky volebního systému zůstávají nezměněny.
Přesný způsob voleb prezidenta Ruské federace je definován v samostatném federálním zákoně č.19 "o volbách prezidenta Ruské federace".

### Prohlášení voleb
Volby prezidenta Ruské federace vyhlašuje Rada Federace. Rozhodnutí o konání voleb musí být přijato nejpozději 90 dnů před datem voleb, ale ne dříve než 100 dní před konáním voleb. Dnem konání voleb je druhá neděle v měsíci, ve kterém se konaly předchozí volby prezidenta a ve kterém byl zvolen aktuální prezident.

### Návrh kandidátů
O post prezidenta Ruské federace se může ucházet občan Ruské federace ve věku minimálně 35 let, žijící nepřetržitě alespoň 10 let na území Ruské federace. Stejná osoba může funkci prezidenta zastávat maximálně dvě funkční období za sebou.
Kandidáti na post prezidenta mohou být navrženi dvěma způsoby:
1. Návrh politické strany – politická strana má právo navrhnout jednoho kandidáta na prezidenta,
2. Vlastní iniciativa – zájemce o kandidaturu tímto způsobem musí mít podporu skupiny minimálně 500 voličů (do roku 2003 to bylo 100 voličů[17]), přičemž tato skupina se musí zaregistrovat v Centrální volební komisi Ruské federace (rusky Центральная избирательная комиссия Российской Федерации).

Kandidát (kromě kandidátů nominovaných politickými stranami, které mají zastoupení v Státní dumě) musí předložit Centrální volební komisi Ruské federace (rusky Центральная избирательная комиссия Российской Федерации) minimálně 2 miliony podpisů občanů Ruské federace(do roku 2003 to byl 1 milion), kteří kandidáta podporují. Zároveň musí být dodrženo pravidlo, že z jednoho subjektu Federace nesmí být více než 50 tisíc podpisů. Zákon umožňuje předložit kandidátovi navíc 5% podpisů, celkově tak může předložit maximálně 2,100 milionu podpisů. Centrální volební komise následně musí prověřit minimálně 20% z 2 milionů podpisů. Pokud množství neplatných podpisů přesáhne 5%, prověří se dalších 10% podpisů. Kandidáti, kteří nesplní podmínku alespoň 2 milionů podpisů, nebudou zaregistrováni.
K registraci za kandidáta zájemce musí Centrální volební komisi předložit:
- Podpisové archy s podpisy minimálně 500 voličů (nejde-li o kandidáta politické strany);
- Doklad potvrzující zaplacení výroby podpisových archů;
- Protokol o výsledku sběru podpisů voličů;
- Seznam osob, které prováděly sběr podpisů voličů;
- Informace o případných změnách v údajích o kandidátovi;
- Finanční zprávu kandidáta.

Po přijetí dokumentů má Centrální volební komise 10 dní na rozhodnutí o jejich registraci, nebo její zamítnutí. V případě, že do voleb bude zaregistrován pouze jeden kandidát bez protikandidátů, volby se neuskuteční.
Úřadující prezident je povinen zajistit všem zaregistrovaným kandidátům stejnou finanční podporu ze strany státu a stejnou podporu všech masmédií.

### Hlasování
Prezident Ruské federace je volen přímou volbou všemi občany Ruské federace v celostátních volbách. Právo volit prezidenta mají všichni občané Ruské federace, kteří v den hlasování dosáhli věku 18 let s výjimkou osob zbavených volebního práva.
Samotné hlasování probíhá v den voleb v jednotlivých volebních okrscích. Volič na hlasovacím lístku vyznačí kandidáta, pro kterého se rozhodl. Takto upravený lístek vhodí do zapečetěné volební urny.
Prezidentem se stane kandidát, který v hlasování získá nadpoloviční většinu hlasů (tj. minimálně 50 % + 1 hlas). V případě, že ani jeden z kandidátů nezíská nadpoloviční většinu hlasů, následuje druhé kolo hlasování. Do druhého kola postupují dva nejúspěšnější kandidáti. Z nich voliči hlasováním určí vítěze. Prezidentem se stane kandidát s vyšším počtem hlasů. Dosud (r. 2012) se druhé kolo prezidentských voleb konalo pouze jednou v roce 1996.
Na sumarizaci a vyhlášení oficiálních výsledků má Centrální volební komise maximálně 10 dnů ode dne konání voleb.
| Přehled výsledků prezidentských voleb v Ruské federaci | |                           |                                           |                   |
| Datum konání prvního kola                              | Kandidáti na prezidenta v prvním kole | Datum konání druhého kola | Kandidáti na prezidenta v druhém kole     | Zvolený prezident |
| 12. června 1991                                        | Vadim Viktorovič Bakatin Boris Jelcin Albert Michajlovič Makasa Nikolaj Ivanovič Ryžkov Amangeľdy Moldagazyjevič Tulejev Vladimir Žirinovskij | nekonalo se               | —                                         | Boris Jelcin      |
| 16. června 1996                                        | Vladimir Alexejevič Bryncalov Sviatoslav Nikolajevič Fjodorov Michail Sergejevič Gorbačov Grigorij Javlinskij Boris Jelcin Alexandr Ivanovič Lebeď Martin Ľucianovič Šakkum Jurij Petrovič Gennadij Andrejevič Zjuganov Vladimir Žirinovskij                                               | 3. července 1996          | Boris Jelcin Gennadij Andrejevič Zjuganov | Boris Jelcin      |
| 26. března 2000                                        | Umar Alijevič Džabrailov Stanislav Sergejevič Govoruchin Grigorij Javlinskij Ella Alexandrovna Pamfilovová Alexej Ivanovič Podberiozkin Vladimir Putin Jurij Iljič Skuratov Konstantin Alexejevič Titov Aman-Geld Moldagazyjevič Tulejev Gennadij Andrejevič Zjuganov Vladimir Žirinovskij | nekonalo se               | —                                         | Vladimir Putin    |
| 14. března 2004                                        | Sergej Jurjevič Glaziev Irina Mutsuovna Chakamadová Nikolaj Michajlovič Charitonov Oleg Alexandrovič Malyškin Sergej Michajlovič Mironov Vladimir Putin | nekonalo se               | —                                         | Vladimir Putin    |
| 2. března 2008                                         | Andrej Vladimirovič Bogdanov Dmitrij Medveděv Gennadij Andrejevič Zjuganov Vladimir Žirinovskij | nekonalo se               | —                                         | Dmitrij Medveděv  |
| 4. března 2012                                         | Sergej Michajlovič Mironov Michail Dmitrijevič Prochorov Vladimir Putin Gennadij Andrejevič Zjuganov Vladimir Žirinovskij | nekonalo se               | —                                         | Vladimir Putin    |
| 18. března 2018                                        | Sergej Baburin Pavel Grudinin Grigorij Javlinskij Vladimir Putin Xenija Sobčaková Maxim Surajkin Boris Titov Vladimir Žirinovskij | nekonalo se               | —                                         | Vladimir Putin    |
| 15.-17. března 2024                                    | Vladislav Davankov Nikolaj Charitonov Vladimir Putin Leonid Sluckij | nekonalo se               | —                                         | Vladimir Putin    |

## Inaugurace prezidenta Ruské federace
Inaugurace prezidenta Ruské federace, tj. uvedení nově zvoleného prezidenta do úřadu, se ve smyslu zákona "o volbách prezidenta Ruské federace" musí konat po uplynutí šesti let od momentu nástupu do funkce předchozího prezidenta. V případě opakovaných voleb se inaugurace musí konat do 30. dne po vyhlášení oficiálních výsledků voleb Centrální volební komisí.
Samotný slavnostní akt a jeho podoba není upravena zákonem.

### Průběh inaugurace
Protože průběh inaugurace není stanoven zákonem, opírá se pouze o tradici, která se vytvořila v roce 1991.
Inaugurace prezidenta začíná slavnostními fanfárami, které hrají členové prezidentského orchestru z Velkého kremelského paláce. Členové prezidentské stráže následně přinesou do Andrejevského sálu Velkého kremelského paláce státní vlajku Ruské federace, standartu prezidenta, Ústavu Ruské federace a znak prezidenta Ruské federace. Na slavnostní pódium vstoupí předseda ústavního soudu a předsedové obou komor ruského parlamentu. Předseda Ústavního soudu položí Ústavu a znak prezidenta na čestné místo na tribuně, kde bude příští prezident skládat slavnostní přísahu.
V 11:55 je nově zvolený prezident Ruské federace přivezen v prezidentské koloně přes Spasskou bránu do Velkého kremelského paláce. S prvním úderem hodin na Spasské věži a za zvuků fanfár prochází příští prezident přes Georgievský a Alexandrovský sál a přesně ve 12:00 vstupuje do Andrejevského sálu a vystupuje na pódium. Následně ho předseda ústavního soudu vyzve na přednesení prezidentského slibu.
Budoucí prezident přiloží na Ústavu Ruské federace pravou ruku a přednese prezidentský slib. Pak předseda Ústavního soudu předá hlavě státu státní symboly a oznámí nástup nového prezidenta do funkce. Následně je v sále odehrána státní hymna a nad sídlem prezidenta v moskevském Kremlu je vztyčená prezidentská standarta.

### Přísaha prezidenta Ruské federace

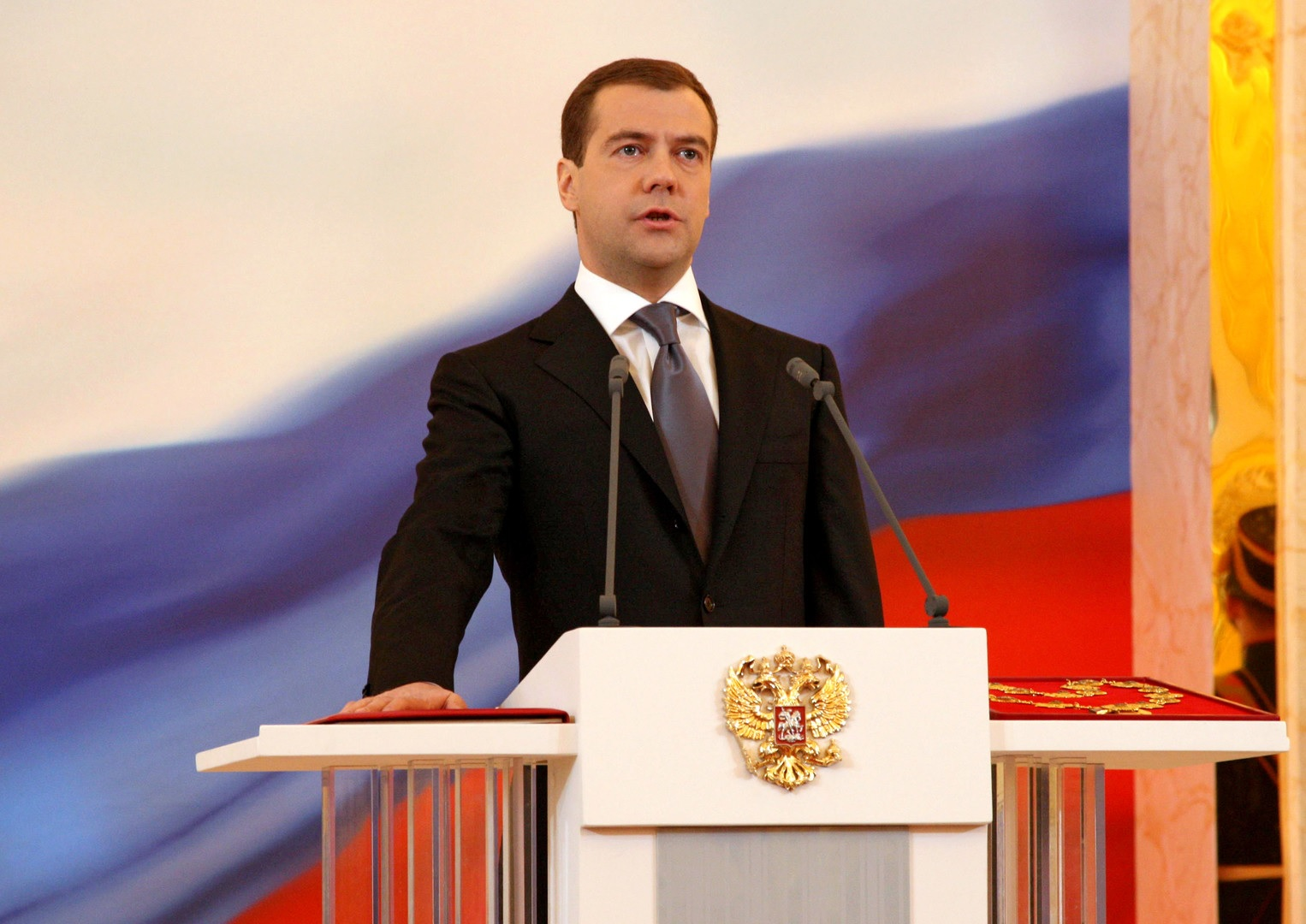
D. Medveděv skládá prezidentskou přísahu, 7. května 2008

Při inauguraci prezident přednese následujícím přísahu:
| „ | Slibuji, že budu při výkonu pravomocí prezidenta Ruské federace ctít a chránit práva a svobody člověka a občana, respektovat a bránit Ústavu Ruské federace, chránit svrchovanost a nezávislost, bezpečnost a integritu státu, věrně sloužit národu. | “ |

Přísaha se přednáší slavnostně za přítomnosti členů Rady Federace, poslanců Státní dumy a soudců Ústavního soudu Ruské federace. Přítomni jsou i představitelé diplomatického sboru, představitelé vlády a federálních orgánů, jakož i další pozvaní hosté.

## Symboly prezidenta Ruské federace
Oficiální symboly prezidenta Ruské federace v současnosti (r. 2012) určují: Výnos prezidenta Ruské federace č. 319 z 15. února 1994 "O standartu (vlajce) prezidenta Ruské federace"; Výnos prezidenta Ruské federace č. 1138 z 5. srpna 1996 "O oficiálních symbolech prezidentské moci a jejich používání při nástupu do funkce nově zvoleného prezidenta Ruské federace"; Výnos prezidenta Ruské federace č. 906 z 27. července 1999 "O určení popisu symbolu prezidentské moci – znaku prezidenta Ruské federace".
Podle těchto právních předpisů jsou oficiálními symboly prezidenta Ruské federace:
- Prezidentská standarta;
- Prezidentský znak.

Do roku 2000 patřil k oficiálním symbolům prezidenta i tzv. "Speciální exemplář Ústavy Ruské federace".

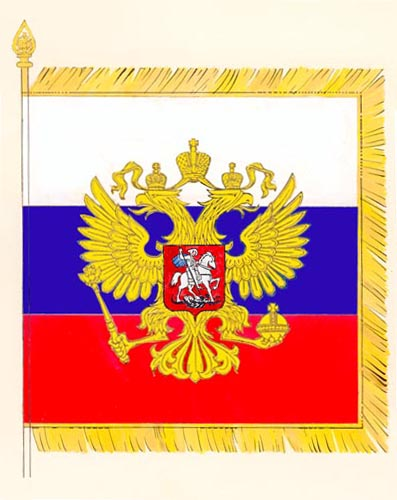
Standarta prezidenta RF
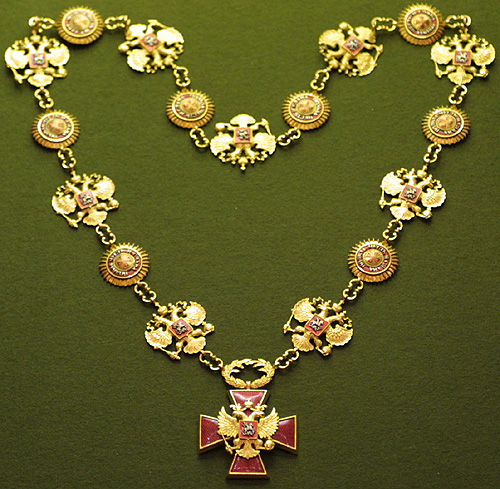
Znak prezidenta Ruské federace
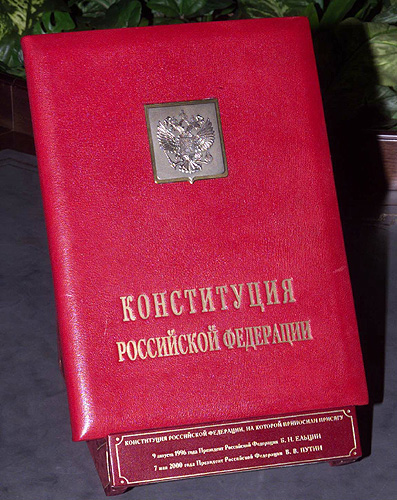
Speciální exemplář Ústavy

## Rezidence prezidenta Ruské federace

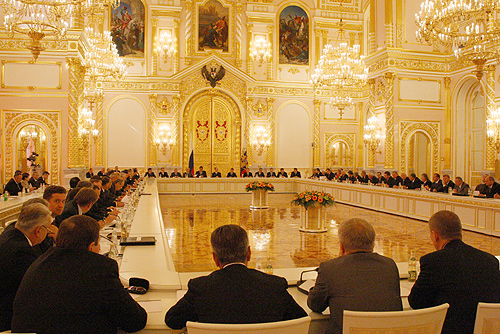
Jednání ve Velkém kremelském paláci

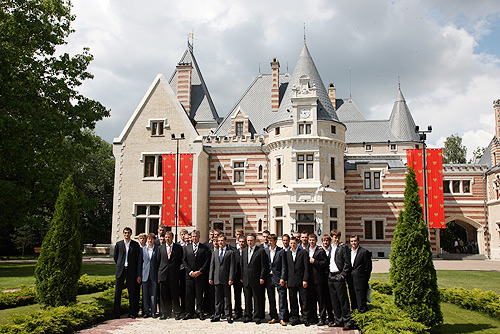
Oficiální setkání ruského národního fotbalového týmu s prezidentem v r. 2008 v zámku "Meyendorff"

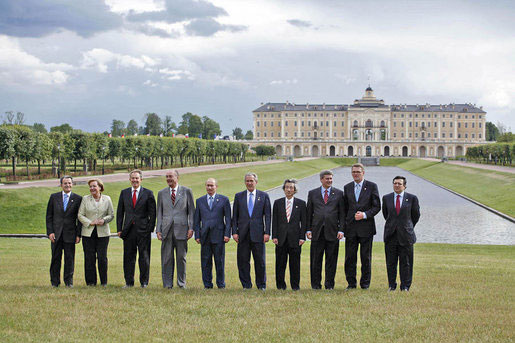
Setkání světových lídrů na Summitu zemí G8 ve Strelně v r. 2006

Status rezidence prezidenta Ruské federace mají oficiálně přiznaná čtyři sídla na území Ruské federace :
- Moskevský kreml
- Novo-Ogarjovo v Odincovském rajónu Moskevské oblasti
- Bočarov Ručej v černomořském přístavním městě Soči
- Dolgije Borody v Novgorodské oblasti

Hlavní, pracovní rezidencí prezidenta je budova Senátu v moskevském Kremlu. V administrativní Budově č. 14, hned za Spasskou věží, je umístěn druhý pracovní kabinet prezidenta. Když se prezident Ruské federace nachází ve své rezidenci v Kremlu, nad Velkým kremelské palácem je vztyčená prezidentská standarta.
Na přijímání oficiálních hostů se využívají i další rezidence:
- "Rus" v Tverské oblasti, která se nachází na území národního parku "Zavidovo"
- Zámek "Meyendorff" v Odincovském rajónu Moskevské oblasti.

Jak neoficiální, odpočinkové či víkendové rezidence využívá prezident Ruské federace:
- "Sosny" v Krasnojarském kraji
- "Volžskij Utes" v Samarské oblasti
- "Angarskije chutora" v blízkosti města Irkutsk
- "Tantal" v Saratovské oblasti na břehu Volhy, 40 km od města Saratov
- "Malyj istok" v Jekatěrinburgu

V Petrohradě prezident Ruské federace využívá dvě vysunuté pracovny v Prezidentské knihovně Borise Jelcina a v Konstantinovském paláci ve Strelně, nedaleko Petrohradu.

## Sociální výhody prezidentů ve výslužbě
Po uplynutí funkčního období má bývalý prezident a jeho rodina legislativní zakotveno několik právních, sociální a jiné jistoty. Základními sociálními jistotami jsou:
- Prezident Ruské federace ve výslužbě má právo na finanční doživotní rentu ve výši 75% měsíčního platu prezidenta Ruské federace,
- V případě smrti prezidenta Ruské federace ve výslužbě mají členové jeho rodiny právo na finanční každoměsíční výpomoc ve výši, která je rovna šestinásobku minimálního starobního důchodu určeného federálním zákonem v době jeho smrti.

## Zajímavosti
Prezident Ruské federace má vlastní internetový portál, jehož prostřednictvím přijímá dotazy a žádosti občanů Ruské federace. Na prezidenta se lze obrátit i klasickým dopisem zaslaným poštou (rusky 103132, г. Москва, ул. Ильинка, д. 23).